# Heliogomphus gracilis
Heliogomphus gracilis – gatunek ważki z rodziny gadziogłówkowatych (Gomphidae).